# Platyzosteria
Platyzosteria es un género de cucarachas de la familia Blattidae.

## Especies
- Platyzosteria ainsliensis Mackerras, 1967
- Platyzosteria albopilosa Mackerras, 1967
- Platyzosteria alternans Hanitsch, 1934
- Platyzosteria anceps Shaw, 1925
- Platyzosteria aposematica Shelford, 1909
- Platyzosteria armata Tepper, 1893
- Platyzosteria aterrima (Erichson, 1842)
- Platyzosteria atra Mackerras, 1968
- Platyzosteria avocaensis Tepper, 1893
- Platyzosteria balteata Tepper, 1893
- Platyzosteria bifida Saussure, 1873
- Platyzosteria biglumis (Saussure, 1864)
- Platyzosteria biloba Saussure, 1869
- Platyzosteria carpentariensis Mackerras, 1967
- Platyzosteria ceratodi (Krauss, 1902)
- Platyzosteria cingulata Shaw, 1922
- Platyzosteria coolgardiensis Tepper, 1895
- Platyzosteria curiosa Shelford, 1909
- Platyzosteria denini Hanitsch, 1923
- Platyzosteria denticulata Princis, 1954
- Platyzosteria fallax (Walker, 1868)
- Platyzosteria ferox Shelford, 1909
- Platyzosteria glabra (Walker, 1868)
- Platyzosteria grandis (Saussure, 1873)
- Platyzosteria incurva Shaw, 1918
- Platyzosteria latissima Mackerras, 1967
- Platyzosteria liturata Saussure, 1873
- Platyzosteria marginalis Princis, 1954
- Platyzosteria melanaria (Erichson, 1842)
- Platyzosteria morosa Shelford, 1909
- Platyzosteria obesa Mackerras, 1968
- Platyzosteria obscuripes (Tepper, 1893)
- Platyzosteria occidentalis Mackerras, 1968
- Platyzosteria parva (Shelford, 1908)
- Platyzosteria picea Princis, 1957
- Platyzosteria prima (Tepper, 1893)
- Platyzosteria pseudatrata Tepper, 1893
- Platyzosteria pseudocastanea Tepper, 1893
- Platyzosteria punctata Brunner von Wattenwyl, 1865
- Platyzosteria ruficeps Shelford, 1909
- Platyzosteria rufoscabra Mackerras, 1967
- Platyzosteria rugosa Shaw, 1925
- Platyzosteria scabra Brunner von Wattenwyl, 1865
- Platyzosteria scabrella Tepper, 1893
- Platyzosteria scabrosa Shaw, 1925
- Platyzosteria shelfordi Princis, 1954
- Platyzosteria similis Princis, 1954
- Platyzosteria spatiosa Shaw, 1922
- Platyzosteria spenceri Shelford, 1909
- Platyzosteria stirlingensis Mackerras, 1967
- Platyzosteria stradbrokensis Mackerras, 1967
- Platyzosteria subaquila Mackerras, 1967
- Platyzosteria tenuis Mackerras, 1967
- Platyzosteria tibialis Princis, 1954
- Platyzosteria tricaudata Princis, 1954
- Platyzosteria variolosa (Bolívar, 1883)